# Ŧ
Ŧ/ŧ یا T ِ سرکش‌دار بیست‌وپنجمین حرف الفبای سامی شمالی است و نشان‌دهندهٔ آوای سایشی دندانی بی‌واک ([θ]) است. همچنین در الفبای گویش هاواسوپای هم از این حرف استفاده می‌شود.

## منبع
Wikipedia contributors, "T with stroke," Wikipedia, The Free Encyclopedia, http://en.wikipedia.org/w/index.php?title=T_with_stroke&oldid=540275480 (accessed June 21, 2014). 